# CRAFT (program)
akcja Craft (ang. Cooperative Research Action for Technology) Akcja Wspólnych Badań w Dziedzinie Technologii - akcja Unii Europejskiej, której nazwa jest akronimem od pełnej angielskiej nazwy programu. Akcja zainicjowana została we wrześniu 1991 roku. 
Cele akcji Craft:
- koordynowanie badań w dziedzinie technologii przemysłowej,
- koordynowanie badań w dziedzinie technologii materiałowej,
- wspieranie badań rozwojowych oraz technik produkcyjnych, które nie niszczą środowiska naturalnego,
- wspieranie projektów o charakterze innowacyjnym w zakresie działania małych i średnich przedsiębiorstw, preferujących badania oparte na współpracy,
- pomagające w konkretnych przedsięwzięciach technologicznych państw członkowskich EU